# 702
702（七百二、ななひゃくに）は自然数、また整数において、701の次で703の前の数である。

## 性質
- 702は合成数で、約数は1, 2, 3, 6, 9, 13, 18, 26, 27, 39, 54, 78, 117, 234, 351, 702である。
  - 約数の和は1680。
  - 170番目の過剰数である。1つ前は700、次は704。
- 165番目のハーシャッド数である。1つ前は700、次は704。
  - 9を基とする50番目のハーシャッド数である。1つ前は630、次は711。
- 702 = 26 × 27
  - 26番目の矩形数である。1つ前は650、次は756。
- 702 = 261 + 262 = 272 − 271
  - 26の自然数乗の和とみたとき1つ前は26、次は18278。
- 702 = 2 + 4 + 6 + 8 + 10 + 12 + 14 + 16 + 18 + 20 + 22 + 24 + 26 + 28 + 30 + 32 + 34 + 36 + 38 + 40 + 42 + 44 + 46 + 48 + 50 + 52
- 702 = 2 × 33 × 13
  - 3つの異なる素因数の積で p 3 × q × r の形で表せる17番目の数である。1つ前は696、次は728。(オンライン整数列大辞典の数列 A189975)
- 702 = 18 × σ(18) (ただし σ は約数関数)
  - n = 18 のときの n × σ (n) の値とみたとき1つ前は306、次は380。(オンライン整数列大辞典の数列 A064987)
- 702 = 12 + 52 + 262 = 22 + 132 + 232 = 62 + 152 + 212 = 72 + 132 + 222
  - 3つの平方数の和4通りで表せる78番目の数である。1つ前は690、次は717。(オンライン整数列大辞典の数列 A025324)
  - 異なる3つの平方数の和4通りで表せる62番目の数である。1つ前は699、次は717。(オンライン整数列大辞典の数列 A025342)
- 702 = 13 + 43 + 53 + 83 = 23 + 23 + 73 + 73
  - 4つの正の数の立方数の和で表せる188番目の数である。1つ前は695、次は704。(オンライン整数列大辞典の数列 A003327)
- 702 = 13 + 43 + 53 + 83
  - 異なる正の数の4つの立方数の和1通りで表せる41番目の数である。1つ前は692、次は709。(オンライン整数列大辞典の数列 A025408)
- 702 = 36 − 33
  - n = 3 のときの n 6 − n 3 の値とみたとき1つ前は56、次は4032。(オンライン整数列大辞典の数列 A136006)
- n = 702 のとき n と n − 1 を並べた数を作ると素数になる。n と n − 1 を並べた数が素数になる74番目の数である。1つ前は690、次は712。(オンライン整数列大辞典の数列 A054211)
- 約数の和が702になる数は4個ある。(306, 466, 477, 701) 約数の和4個で表せる13番目の数である。1つ前は624、次は728。

## その他 702 に関連すること
- 西暦702年
- 紀元前702年
- ES-702
- IBM 702
- 702空
- 702NK
- 702NK II
- 702MO
- 702sMO
- NHK北見第二放送（網走局）の周波数は、702 kHz。